# Eotmethis rufemarginis
Eotmethis rufemarginis är en insektsart som beskrevs av Zheng, Z. 1985. Eotmethis rufemarginis ingår i släktet Eotmethis och familjen Pamphagidae. Inga underarter finns listade i Catalogue of Life.